# زلزال هرات 2023
زلزال هرات 2023 أو زلزال أفغانستان 2023 هي ثلاثة زلازل بقوة 6.3 درجة على مقياس ريختر ضرب مدينة هيرات غرب أفغانستان في 7 تشرين الأول/ أكتوبر 2023. وقع الزلزال الأول في الساعة 11:11 بعد الظهر، تلته الهزة الثانية بعد 31 دقيقة. وقع زلزال ثالث في 11 أكتوبر بقوة 6.3 ريختر. أسفرت هذه الزلازل عن مقتل ما لا يقل عن 2445 شخصًا وإصابة 2000 آخرين. كما سجلت إصابة واحدة وأضرار طفيفة في إيران. وكان الزلزال هو الأكثر دموية في أفغانستان منذ عام 1998.

## الظروف التكتونية
تقع أفغانستان ضمن منطقة التصادم الواسعة والمعقدة بين الصفيحة العربية، والصفيحة الهندية، والصفيحة الأوراسية. ينقسم الجزء الغربي من البلاد إلى منصة شمال أفغانستان في الشمال وسلسلة من التضاريس المتراكمة في الجنوب. ظلت منصة شمال أفغانستان مستقرة نسبيًا من الناحية التكتونية منذ تكون جبال فاريسكان خلال أواخر العصر الحجري القديم، عندما أصبحت جزءًا من أوراسيا. يوجد إلى الجنوب مجموعة من الشظايا القارية والأقواس المنصهرة التي تراكمت تدريجياً، خاصة في فترة الحقبة الوسطى. الحدود بين هاتين المنطقتين القشريتين هي صدع هريرود (أو هرات) الرئيسي الذي يقع على الجانب الأيمن، وهو أقل نشاطًا زلزاليًا بكثير من صدع شامان الذي يمر عبر شرق البلاد. إلى الشمال من صدع هريرود، يُظهر صدع باند تركستان الموازي القريب علامات نشاط حديث، أيضًا بالمعنى الجانبي الأيمن.

## الزلزال

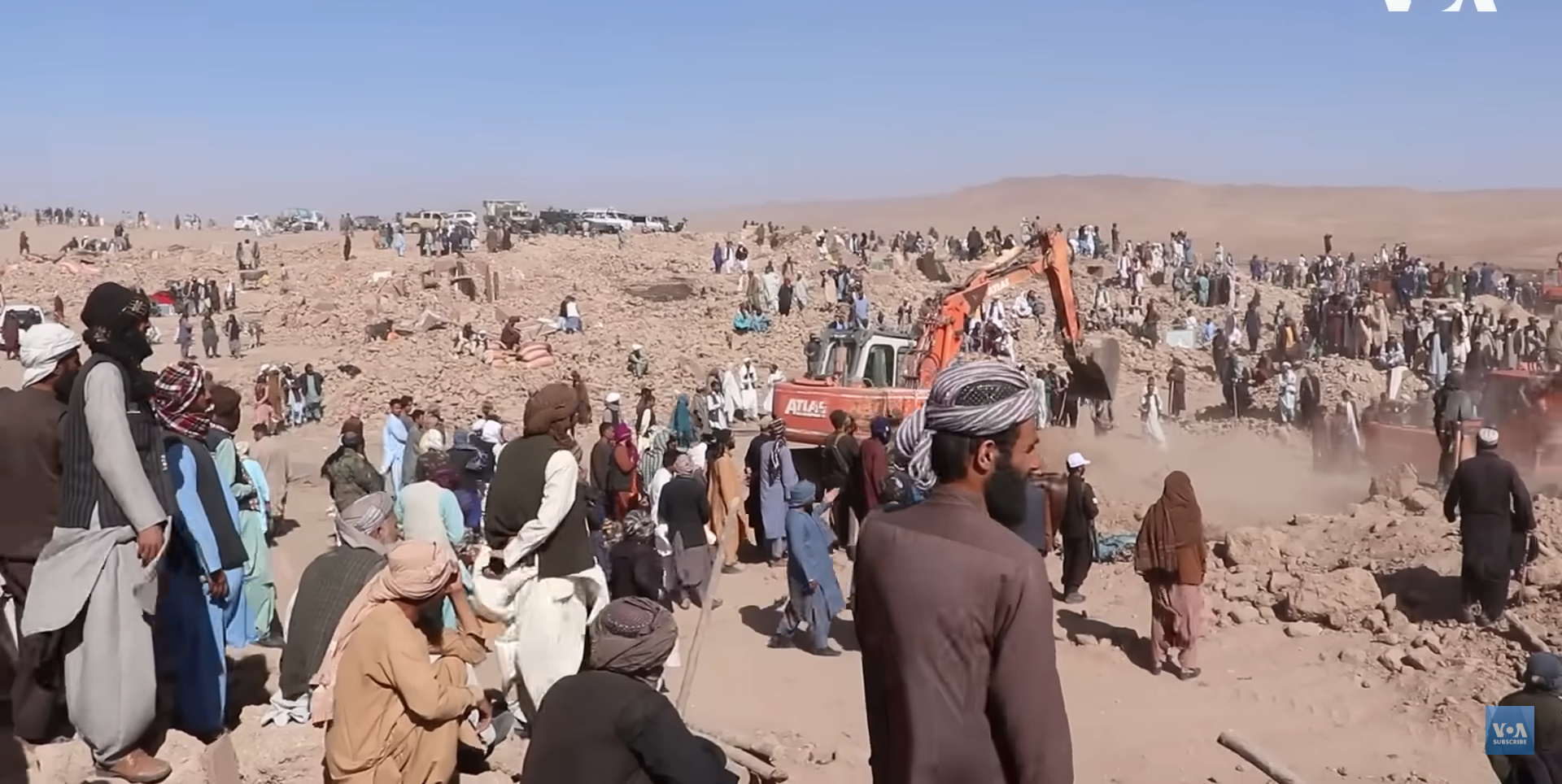
فرق إنقاذ في قرية مدمرة بولاية هيرات.

وقع الزلزال الأول، بقوة 6.3 درجة على مقياس ريختر، في الساعة 11:11 بعد الظهر (06:41 بالتوقيت العالمي). ووقعت هزة ارتدادية بقوة 5.5 درجة بعد ثماني دقائق. هزة أخرى بقوة 6.3 وقعت في الساعة 11:42 بعد الظهر (07:12 بالتوقيت العالمي)، تلاها هزة ارتدادية بقوة 5.9 درجة. كلا الهزتين بلغت الحد الأقصى لمقياس ميركالي المعدل VIII (حاد). وتبعهم زلزال آخر بقوة 6.3 درجة في 15 أكتوبر/تشرين الأول  أدى لمقتل 3 أشخاص على الأقل وإصابة 169 آخرين في ولايات هيرات وبادغيس وفرح. وأضرار إضافية في المناطق الشرقية من مدينة هيرات. وانقطع التيار الكهربائي في معظم أنحاء ولاية هرات. وتم إغلاق «طريق هرات – تورغوندي السريع» بسبب انهيار أرضي. وقع الزلزال الأول في 7 أكتوبر الساعة 11:11 بعد الظهر وتبعه الثاني بالساعة 11:42 بعد الظهر بالقرب من مدينة هرات، وتبعهم العديد من الهزات الارتدادية. وفي 11 و15 أكتوبر، ضرب زلزالان آخران بقوة 6.3 درجة نفس المنطقة، حيث تسبب الزلزال الرابع في 15 أكتوبر/تشرين الأول في مقتل 4 أشخاص على الأقل وإصابة أكثر من 153 آخرين. ارتبط الصدع الدفعي بهذه الزلازل. وتسببت تقديرياً في مقتل 1000 شخص وإصابة 2400 آخرين لكن عدد الضحايا الدقيق غير معروف، كما حدثت إصابة واحدة وأضرار طفيفة في بعض قرى إيران وانهارت العديد من المباني وتضررت بعض المنازل.
وقالت هيئة المسح الجيولوجي الأمريكية إن هذه الزلازل كانت نتيجة لفالق دفع ضحل. يشير حل مستوى الصدع إلى مصدر تمزق يضرب الشرق والغرب مع ميل شمالي أو جنوبي. يُعزى النشاط الزلزالي لأفغانستان إلى التفاعلات التكتونية المعقدة والنشطة بين الصفائح العربية والأوراسية والهندية. في حدود 250 كـم (160 ميل) من مراكز الزلازل في 7 أكتوبر، كان هناك سبعة زلازل بقوة 6.0 أو أكبر مع مراكز في إيران. وفي يونيو 2022، تأثر شرق أفغانستان بزلزال أدى إلى مقتل أكثر من 1000 شخص.

## الأضرار
بالبداية قال متحدث باسم وزارة الكوارث بالبلاد أن 2445 شخصًا لقوا حتفهم وأصيب 9240 وأصيب 1320 منزلًا بأضرار أو دمرت، وقال في مؤتمر صحفي إن عشرة فرق إنقاذ تتواجد في المنطقة المتاخمة لإيران، أفادت جمعية الهلال الأحمر الأفغاني عن مقتل ما لا يقل عن 500 شخص. وأصيب أكثر من 2000 شخص. كما فُقِدت الاتصالات الهاتفية. وقال مسؤول بإدارة الصحة في هيرات إن أكثر من 200 قتيل نقلوا إلى مستشفيات مختلفة، مضيفا أن معظمهم من النساء والأطفال.
ثم في 18 أكتوبر قال مسؤولو الحكومة الأفغانية (طالبان) إن عدد الضحايا حوالي 1,000 شخص. وأضافوا أن الارتباك قد حدث لأن مجموعات الإنقاذ قامت بالعد مرتين وكانت هناك مشكلات في التنسيق. كما قدرت حكومة طالبان عدد الجرحى بنحو 2400 شخص. بينما سجلت الأمم المتحدة 1,950 جريحًا. وقدرت منظمة الأمم المتحدة أن 27,150 شخصًا تأثروا بالزلازل. بينما أفادت منظمة الصحة العالمية اعن مقتل 1480 شخصًا اعتبارًا من 16 أكتوبر وقالت منظمة الصحة العالمية إن 90 بالمائة من الضحايا كانوا من النساء والأطفال الذين ماتوا في منازلهم عندما انهارت. وبالإضافة إلى الدمار الذي وقع في ولاية هرات، تم الإبلاغ أيضًا عن انهيار منازل ووقوع إصابات في مقاطعتي بادغيس وفراه المجاورتين. وقد حدثت انهيارات أرضية أيضًا.
تضرر أو دمر أكثر من 1320 منزلاً. وشكلت المنازل المبنية من الطين المستوطنات الأكثر تضررا؛ وقال أحد سكان إحدى المناطق المتضررة إن العديد من المنازل انهارت خلال الزلزال الأول. وقال مسؤول يمثل الهيئة الوطنية لإدارة الكوارث إنه في عدة قرى يبلغ عدد سكانها 1000 نسمة، لم يبق سليما سوى 100 منزل من بين ما يقدر بنحو 300 منزل.
تم تدمير اثنتي عشرة قرية في مقاطعة زندا جان وستة في منطقة غوريان. وقد دُمّرت قرية نايب رافع بالكامل ولقي ما يقرب من 80 بالمائة من سكانها حتفهم، أي ما يعادل حوالي 1200-1300 ساكن.[بحاجة لمصدر أفضل] أفادت التقارير أن عائلات بأكملها، بما في ذلك بعض العائلات المكونة من 30 فردًا، محاصرة تحت الأنقاض. وفي قرية ساربولاند سُوّيتْ عشرات المنازل بالأرض وقال أحد السكان إن 30 شخصا على الأقل لقوا حتفهم.
كما تعرضت المآذن في هرات لأضرار أيضًا. وسقطت الجص من الجدران بينما انهارت أجزاء من المباني في المدينة. وفي إيران، أصيب شخص واحد في مدينة تربت جام ولحقت أضرار طفيفة بالمنازل في تايباد.

## الاستجابة
ناشدت الحكومة الأفغانية «طالبان» المساعدة؛ وفي مؤتمر صحفي يوم 8 أكتوبر في كابل، قال أحد مسؤول إن دعم جميع المنظمات الدولية والداخلية ضروري. وبجانب العديد من الدول التي قدمت مساعدات، ساهمت العديد من المنظمات الدولية بالاستجابة الإنسانية. وقال الاتحاد الدولي لجمعيات الصليب الأحمر والهلال الأحمر إنه طلب مساعدة فورية، وقال في 12 أكتوبر/تشرين الأول إنه لم يتم جمع سوى 36 بالمائة من نداءه البالغ 132.64 مليون دولار أمريكي. كما نظمت منظمة اليونيسف حملة منفصلة لجمع الأموال بقيمة 20 مليون دولار أمريكي.، أرسلت منظمة الصحة العالمية 12 سيارة إسعاف إلى منطقة زيندا جان لنقل المصابين إلى المستشفيات. وأرسلت الأمم المتحدة أربع سيارات إسعاف تحمل أطباء ومستشاري الدعم النفسي والاجتماعي إلى أحد المستشفيات. وذكرت وكالة أسوشيتد برس في 9 أكتوبر أنه من المتوقع تواجد ثلاثة فرق صحية متنقلة في منطقة زيندا جان. أقامت منظمة أطباء بلا حدود خمس خيام طبية مصممة لمساعدة 80 مريضاً في مستشفى هيرات الإقليمي. وشاركت سبعة فرق تابعة لجمعية الهلال الأحمر الأفغاني في جهود الإنقاذ بينما من المتوقع وصول المزيد من الفرق من ثماني مقاطعات أخرى. وقال متحدث باسم المنظمة إن الأشخاص الذين أصبحوا بلا مأوى يقيمون في ملجأ مؤقت.
كما تم إرسال عشر مجموعات الإنقاذ. وأدى انقطاع الاتصالات وإغلاق الطرق إلى إعاقة عمليات الإنقاذ. وفي القرى المتضررة، استخدم السكان المجارف وأيديهم العارية لانتشال الناجين من تحت الأنقاض. وقال متحدث باسم شرطة كابول في 8 أكتوبر إن المتضررين يحتاجون إلى الغذاء والمأوى. كما شارك أفراد من المنظمات العسكرية وغير الربحية مثل الهلال الأحمر في مهام الإنقاذ.
وأعرب عبد الغني برادر، نائب رئيس وزراء طالبان للشؤون الاقتصادية، عن تعازيه في ضحايا الزلزال. كما أطلقت حركة طالبان نداء للمساعدة. وقال مسؤول بإدارة الصحة الإقليمية إن أكثر من 200 جثة تم نقلها إلى المستشفيات وأن العديد من القتلى من النساء والأطفال. استعد المستشفى الرئيسي في هيرات لاستقبال أعداد كبيرة من الضحايا من خلال ترتيب الأسِرّة في الخارج.

## ردود الفعل
- إيران: وعد وزير الخارجية الإيراني حسين عبد اللهيان بتقديم مساعدات إنسانية لأفغانستان في مكالمة هاتفية مع القائم بأعمال وزير الخارجية الأفغاني أمير خان متقي. ووصلت فرق إنقاذ من إيران بمعدات متطورة وكاملة لتسريع إيصال المساعدات. وتم إرسال عشرة فرق تضم عمال إنقاذ و500 خيمة و1000 قطعة موكيت و4000 بطانية و500 طبق ومئات السلات غذائية إلى جانب معدات البحث.[45][46][47][48]
- كوسوفو: أعربت الرئيسة فيوزا عثماني عن تعازيها لضحايا الزلزال.[49]
- سلطنة عمان: قدمت وزارة الخارجية العُمانية في بيان رسمى لها عن خالص التعازي والمواساة لذوي الضحايا ولشعب أفغانستان والتمنيات بالشفاء العاجل للمصابين و اعربت عن تعاطفها معهم.[50]
- تركيا: قدمت وزارة الخارجية تعازيها لشعب أفغانستان وأعربت عن تمنّيها الشفاء للمصابين.[51] وأعلنت وزارة الدفاع الوطني أن طائرة تحتوي على مواد الإغاثة الطارئة ومعدات آفاد قد غادرت قاعدة مورتيد الجوية إلى أفغانستان.[52][53]
- باكستان: قامت الهيئة الوطنية لإدارة الكوارث الباكستانية بالاستعدادات لتوفير مواد الإغاثة الأساسية، وأرسلت باكستان فريقًا طبيًا ومستشفى ميدانيًا و50 خيمة وأدوية و500 بطانية إلى المنطقة المنكوبة بالزلزال. كما ناقش مسؤولون رفيعو المستوى من الهيئة الوضع مع سفير باكستان لدى أفغانستان، عبيد الرحمن نظاماني، وموظفي الوزارة الآخرين.[54] وعلى الرغم من ذلك أفيد أن حكومة طالبان رفضت المساعدات.أ[55]
- كازاخستان: أعلن الرئيس قاسم جومارت توكاييف عن تسليم مساعدات إنسانية بما في ذلك الغذاء والخيام والأدوية والملابس وغيرها من المواد الضرورية، فضلاً عن نشر أفراد الإنقاذ والكلاب في أفغانستان.[56]
- سنغافورة: تعهدت جمعية الصليب الأحمر السنغافوري في سنغافورة بمبلغ 50 ألف دولار أمريكي (68.4 ألف دولار سنغافوري) لدعم الجهود الإنسانية.[57]
- الصين: قال سفير الصين المعين لدى أفغانستان، تشاو شينغ، إن حكومته والمؤسسات الخيرية في البلاد مستعدة لتقديم كل أنواع المساعدة. وقال على موقع إكس (تويتر سابقًا): «نحن على اتصال مع وكالات الإغاثة التابعة للحكومة الأفغانية لتقديم المساعدة للمحتاجين».[58]
- الولايات المتحدة: أعلن وزير الخارجية، أنتوني بلينكن، أن الولايات المتحدة تتابع بعناية تأثير الزلزال الذي ضرب شمال غرب أفغانستان. مضيفًا أن شركائنا في المجال الإنساني يستجيبون بمساعدات عاجلة لدعم شعب أفغانستان.[59]
- رابطة العالم الإسلامي: أعربت الرابطة عبر رئيسها محمد بن عبدالكريم العيسى عن خالص التعازي وصادق المواساة، للشعب الأفغاني والمصابين.[60]
- أوزبكستان: قالت وزارة الخارجية في أوزبكستان ببيان رسمي: «لقد استقبلت أوزبكستان بحزن عميق نبأ الزلزال الذي تسبب في سقوط العديد من القتلى والدمار واسع النطاق في المناطق الغربية من أفغانستان. إننا نعرب عن تعازينا الصادقة للأعضاء، ونشارك الشعب الأفغاني حزنه ونتمنى الشفاء العاجل للضحايا. وأن أوزبكستان تقف إلى جانب أفغانستان وشعبها في الأوقات الصعبة التي نعيشها اليوم».[61] وأرسلت حكومة أوزبكستان 100 طن من المساعدات في شحنة وتضمنت منتجات غذائية بالإضافة إلى خيامِ وبطانيات ومستلزمات طبية.[62]